# Sanya Richards-Ross

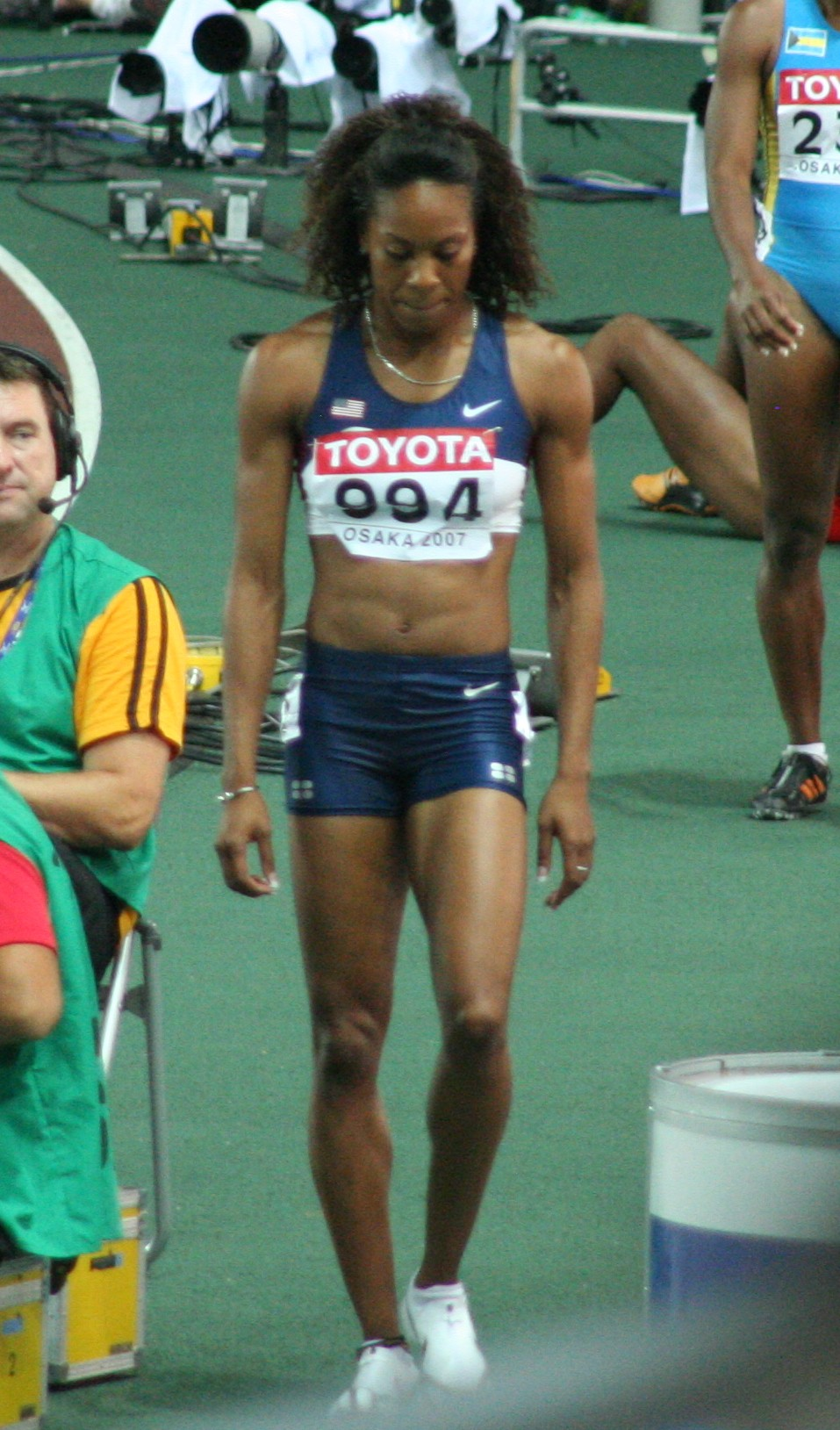
Sanya Richards-Ross – mistrzostwa świata w Osace (2007)

Sanya Richards-Ross (ur. 26 lutego 1985 w Kingston na Jamajce) – amerykańska lekkoatletka, złota i brązowa medalistka olimpijska w biegu na 400 m, dwukrotna mistrzyni olimpijska w sztafecie 4x400 m.
W wieku 12 lat opuściła Jamajkę i przeniosła się do USA. Wkrótce potem zaczęła reprezentować ten kraj na arenach międzynarodowych. W 2006 wspólnie z Jeremym Warinerem i Asafą Powellem dostała milion dolarów do podziału za zwycięstwo w każdym z 6 biegów Złotej Ligi. Rok później ponownie dokonała tej sztuki. Tym razem z tyczkarką Jeleną Isinbajewą otrzymały po pół miliona dolarów każda. W 2009 Richards ponownie uczestniczyła w podziale miliona dolarów w (w 2008 bieg na 400 metrów nie znalazł się w głównym programie cyklu Złotej Ligi) a oprócz niej wszystkie mityngi wygrali: Kenenisa Bekele i Jelena Isinbajewa.
Jej rekord życiowy w biegu na 400m – 48,70 - jest 8. wynikiem na świecie w historii biegów na 400m kobiet i do 2019 był rekordem Stanów Zjednoczonych oraz Ameryki Północnej i Środkowej.
18 sierpnia 2009 na mistrzostwach świata w Berlinie zdobyła złoty medal na 400 m.
26 lutego 2010 wyszła za mąż za amerykańskiego futbolistę Aarona Rossa.
Dwukrotnie (w 2006 i w 2009) przyznano jej nagrodę Track & Field Athlete of the Year.

## Igrzyska olimpijskie
| Miejsce | Dzień        | Rok  | Miejscowość | Konkurencja        | Czas biegu  | Strata   | Zwycięzca                |
| ------- | ------------ | ---- | ----------- | ------------------ | ----------- | -------- | ------------------------ |
| 6.      | 24 sierpania | 2004 | Ateny       | bieg na 400 m      | 50,19 s     | + 0,78 s | Tonique Williams-Darling |
| złoto   | 28 sierpnia  | 2004 | Ateny       | sztafeta 4 x 400 m | 3:19,01 min | –        | –                        |
| brąz    | 19 sierpnia  | 2008 | Pekin       | bieg na 400 m      | 49,93 s     | + 0,31 s | Christine Ohuruogu       |
| złoto   | 23 sierpnia  | 2008 | Pekin       | sztafeta 4 x 400 m | 3:18,54 min | –        | –                        |
| złoto   | 5 sierpnia   | 2012 | Londyn      | bieg na 400 m      | 49,55 s     | –        | –                        |
| 5.      | 8 sierpania  | 2012 | Londyn      | bieg na 200 m      | 22,39 s     | + 0,51 s | Allyson Felix            |
| złoto   | 11 sierpnia  | 2012 | Londyn      | sztafeta 4 x 400 m | 3:16,87 min | –        | –                        |

## Mistrzostwa świata
| Miejsce | Dzień       | Rok  | Miejscowość | Konkurencja          | Czas biegu  | Strata   | Zwycięzca                |
| ------- | ----------- | ---- | ----------- | -------------------- | ----------- | -------- | ------------------------ |
| 11.     | 25 sierpnia | 2003 | Paryż       | bieg na 400 m        | 51,32 s     | –        | Ana Guevara              |
| złoto   | 31 sierpnia | 2003 | Paryż       | sztafeta 4 x 400 m   | 3:22,63 min | –        | –                        |
| srebro  | 10 sierpnia | 2005 | Helsinki    | bieg na 400 m        | 49,74 s     | + 0,19 s | Tonique Williams-Darling |
| 5.      | 31 sierpnia | 2007 | Osaka       | bieg na 200 m        | 22,70 s     | + 0,89 s | Allyson Felix            |
| złoto   | 2 wreśnia   | 2007 | Osaka       | sztafeta 4 x 400 min | 3:18,55 min | –        | –                        |
| złoto   | 17 sierpnia | 2009 | Berlin      | bieg na 400 m        | 49,00 s     | –        | –                        |
| złoto   | 23 sierpnia | 2009 | Berlin      | sztafeta 4 x 400 min | 3:17,83 min | –        | –                        |
| 6.      | 28 sierpnia | 2011 | Daegu       | bieg na 400 m        | 51,32 s     | + 1,76 s | Amantle Montsho          |
| złoto   | 3 września  | 2011 | Daegu       | sztafeta 4 x 400 min | 3:18,09 min | –        | –                        |
| srebro  | 30 sierpnia | 2015 | Pekin       | sztafeta 4 x 400 m   | 3:19,44 min | + 0,31 s | Jamajka                  |

## Halowe mistrzostwa świata
| Miejsce | Dzień    | Rok  | Miejscowość | Konkurencja        | Czas biegu  | Strata   | Zwycięzca       |
| ------- | -------- | ---- | ----------- | ------------------ | ----------- | -------- | --------------- |
| 9.      | 10 marca | 2006 | Moskwa      | bieg na 400 m      | 52,46 s     | -        | Olesia Forszewa |
| złoto   | 10 marca | 2012 | Stambuł     | bieg na 400 m      | 50,79 s     | –        | –               |
| srebro  | 11 marca | 2012 | Stambuł     | sztafeta 4 x 400 m | 3:28,79 min | + 0,03 s | Wielka Brytania |

### Światowy Finał IAAF
- Światowy Finał IAAF 2005 – 1. miejsce w biegu na 400 metrów
- Światowy Finał IAAF 2006 – 1. miejsce w biegu na 400 metrów
- Światowy Finał IAAF 2007 – 1. miejsce w biegu na 400 metrów
- Światowy Finał IAAF 2008 – 1. miejsce w biegu na 400 metrów
- Światowy Finał IAAF 2008 – 1. miejsce w biegu na 200 metrów
- Światowy Finał IAAF 2009 – 1. miejsce w biegu na 400 metrów

### Puchar świata w lekkoatletyce
- Puchar świata w lekkoatletyce 2006 (Ateny 2006) – 1. miejsce w biegu na 200 metrów
- Puchar świata w lekkoatletyce 2006 (Ateny 2006) – 1. miejsce w biegu na 400 metrów

## Rekordy życiowe
| Konkurencja               | Data             | Miejsce      | Czas  | Wiatr     | Uwagi                                       |
| ------------------------- | ---------------- | ------------ | ----- | --------- | ------------------------------------------- |
| Bieg na 100 metrów        | 28 września 2007 | Szanghaj     | 10,97 | - 0,7 m/s | –                                           |
| Bieg na 200 metrów        | 9 czerwca 2012   | Nowy Jork    | 22,09 | - 0,3 m/s | –                                           |
| Bieg na 400 metrów        | 16 września 2006 | Ateny        | 48,70 | –         | 9. wynik w historii światowej lekkoatletyki |
| Bieg na 60 metrów (hala)  | 28 września 2007 | Lincoln      | 7,21  | –         | –                                           |
| Bieg na 200 metrów (hala) | 12 marca 2004    | Fayetteville | 22,49 | –         | -                                           |
| Bieg na 400 metrów (hala) | 26 lutego 2012   | Albuquerque  | 50,71 | –         | -                                           |